# 康生
康生（1898年—1975年12月16日），原名张宗可，字少卿（绍卿），乳名張旺，曾化名趙容、張溶、张耘，笔名鲁赤水，山東諸城人，中国共产党和中华人民共和国政治人物、书法家，原正国级领导人。其曾擔任中共中央政治局常委、中共中央副主席、全國人大常委會副委員長、全國政協副主席等職務。他也是支持文化大革命的關鍵人物，生前任中央文革小組顧問，死後被列為林彪、江青反革命集团主犯，并被开除党籍。

## 生平

### 早年
康生1898年冬生于山东省胶州大台庄（今属山东省青岛市黄岛区）一個富裕的家庭。其家族为名门望族，先祖张若獬，崇祯七年进士，南京户部主事，明亡不仕。祖父张鸿仪曾为贡生。由於其出生於书香世家，由幼年时代便开始接触文艺作品，因此擅长书法绘画，其艺术造诣曾被指为是众多中共领导中最为优秀。於13岁时因与群党在村里殴斗，遭父亲軟禁。後来在友人协助下到青岛礼贤中学学习。1914-1916年，康生在青岛礼贤中学上学。1915年，在父亲的安排下，康生（17岁）和近邻陈家庄的地主陈玉桢之女陈宜结婚。这是他的第一次婚姻。生一女一男，女儿张玉瑛，儿子张玉珉（张子石）。1917年，家中遭受土匪抢劫，其兄遇害，後举家迁往诸城。1920年，到诸城教师讲习所学习，後赴诸城县立高等小学讲授。
1924年，张宗可（康生）赴上海大学学习，并改名张溶。康生于1925年加入中国共产党，但却找不到确切的入党介绍人。此间结识了后来的妻子曹軼歐。在大學學習時，担任上海总工会干事、上海大学特支书记。后担任区委书记、江苏省委组织部长。
由于发生四一二事件，国民党开始清党，共产党被迫转入地下。张溶（康生）化名赵容开始从事地下情报工作。1930年赵容曾被捕，由于同国民党要员丁惟汾的亲属一同被捕，在丁惟汾疏通下赵容获释。据时任中共政治局委员的卢福坦1932年所称，赵溶在被捕期间曾叛变，此事有陈赓佐证，但中共党史对此没有定论。1931年起赵容与周恩来、陈云等人负责中共中央特科的情报与保卫工作，下属有潘汉年。在顾顺章叛变等案件中，他协助周恩来处理了中共有关文件和人员的转移工作及处决顾顺章家属十餘人的制裁行動。当情势因顾顺章而更为恶化后，赵容赴莫斯科共产国际工作。

### 莫斯科时期
1933年7月，赵容被派驻莫斯科，是中共驻共产国际代表团的副团长，与团长王明关系密切，并在蘇聯取了俄文名字康斯坦丁（羅馬化：Konstantin），中文音译就是康生。1934年中共六届五中全会上康生被缺席选为中共中央政治局委员。在苏共中央政治局委员基洛夫被暗杀後，苏共总书记斯大林发动肃反後，在王明等人的指示下，成立了肃反办公室，负责处理旅苏党员干部。王明为办公室主任，康生为副主任，在此时，康生将一些中共留苏人员打成托派分子，使得他们受到残酷迫害。
毛岸青的儿子毛新宇在《我的伯伯毛岸英》一书中写道：“康生当年从法国把我伯父接到莫斯科，通过在莫斯科共产国际代表团驻地的生活与交往，我伯父对康生印象不错。他自小缺少别人的关心和照顾，康生对他嘘寒问暖，出于人的自然本能，一种亲和力便从心底油然而起。”康生和曹轶欧把毛岸英、毛岸青兄弟视如己出，关怀备至。

### 延安时期
1937年11月底康生和王明回到延安，此前康生同毛泽东从未谋面。1938年初，他陪同王明到枣园给敌区干部训练班作报告的时候，康生率领学员们振臂高呼：“我们党的天才领袖王明同志万岁。”康生出任中央职工委员会书记。1938年3月康生任中央党校校长。
后得到毛泽东的信任，成为毛的忠实跟随者。随时体察毛的真实想法，无论是公开的还是不便于公开的想法他都能洞悉，并替领导分忧。一般认为，原籍诸城的江青与康生旧时相识，后来江青到延安与毛泽东相戀，之中得到康生帮助，康生基于各种原因，坚决支持毛泽东与江青结婚，从而获取毛泽东信任。此时他已再次看准政治风向，笼络毛泽东，从而鞏固自己的政治地位。此时的康生已经固化为中共党内首屈一指的不做事、只做官并且专门整人的钻营角色。
1939年2月康生任新成立的中共中央社会部兼中央情报部部长，中共中央敌区工作委员会副主任，取代邓发，领导党的情报保卫工作。
1942年，任中共中央总学习委员会副主任，毛泽东任主任，帮助毛泽东发动了延安整风，大搞逼供信，将大批党员打成特务、叛徒和内奸，制造红色恐怖，遭到各方指责。但由於他得到毛泽东的信任，未受影響。但由于积怨甚多，康生在中共七大之后开始失势，逐步转向做基层的土地改革调研工作。又因为他在延安时期骑快马摔伤脑神经久病不愈，建國以後長期休养。
1943年，中共中央组织部、中央党务委员会、民运工作委员会、中央统战部、海外工作委员会、中央研究局合并为中共中央组织委员会，康生出任副书记。
1946至1949年第二次国共内战期间，康生担任中共中央华东局副书记，中共山东省委书记、山东省人民政府主席。在山东等解放区搞土改，並推行极“左”路线。由於在土改中违反中央政策，导致多名地主死亡，被毛泽东批评，但未受实质性处罚。

### 中华人民共和国
1949年后，康生对其为中央政治局委员，只出任中共中央華東局副書記兼山东省委书记的安排不满意，原因是他不願當中共中央華東局書記饒漱石副手，開始於青岛养病，後中共中央电要求其到杭州休养，康生曾发电报表示已康复不需要，但後期又表示赴杭州养病。7月23日赴北京醫院休养，此时医生判断其有神经衰弱症。
1952年初，康生搬回北京，住在中南海的锡福堂。
1956年，中国共产党第八次全国代表大会召开，康生得知八大为权力再一次分配时机，决定复出；当选为中央委员。八大召开後，他曾对人表示自己不懂搞经济、建设，但只懂搞阶级斗争，一搞阶级斗争，病就好了。在八届一中全会上当选为中央政治局候补委员。1957年任中央文教小组副组长、教育工作委员会副主任。可能从八大起在政治局内负责指导、领导对中国情报、审干工作，对外不公开。康生复出之后，开始负责党内的意识形态工作。1958年6月，获聘兼任中国人民大学教授。1959年，中共中央成立《毛澤東選集》編輯委員會，康生任命為編委會副主任，主持编辑《毛泽东选集》第四卷。在此期間，中央文教小組設立理論小組，由康生任組長，1959年中期，受中央委託，康生負責領導中共中央黨校的工作，至此，康生掌握了黨內的理論工作領導權。并且在中苏关系破裂之后，主持了《九评苏共》的起草工作。
1959年，在廬山會議上，康生大力批評彭德懷，導致彭被打成“右傾機會主義分子”、“反黨集團”，並指責彭德懷原名“彭得華”是“野心好大，要得中華！還起個號叫‘石穿’，水滴石穿，搞陰謀嘛！”
1959年春天，康生参加周恩来总理为团长的中共代表团，出席苏联共产党第二十一次代表大会。代表团回北京后，康生见了江青，对她讲了在莫斯科看望在那里住院疗养的毛岸青的事，并建议接毛岸青回国，以便安排更好的治疗。江青把康生去看望毛岸青的事以及康生的建议告诉了毛泽东主席：“你的老战友那么多人去莫斯科，从来没有人去看我们的孩子，还是康生对他好，专门去看望他，还建议将岸青接回来治疗。”后来国内派人去莫斯科把毛岸青接了回来。
1960年2月4日，华沙条约国首脑会议在莫斯科举行，中共中央派以康生为团长的代表团以观察员身份参加会议，代表团团员有伍修权、刘晓，阎明复随团担任翻译。康生的发言稿是事先在国内由外交部、中联部起草，经中央审定的，强调帝国主义本性不会改变，战争危险仍然存在，裁军目前是不可能实现的。讲话称由于帝国主义在国际关系中排斥中国，任何没有中国参加和正式签字的裁军协议，对我国都没有约束力。根据当时国内的安排，代表团出发前，康生的讲话稿已交给新华社，准备康生在会议上宣读后，便通知新华社公开发表。中国这个发言稿，与赫鲁晓夫唱了反调。大会结束后，赫鲁晓夫在招待会上，不指名地批判毛泽东、中国共产党，指责有人口头上提“以苏联为首”，实际上却拆苏联的台。招待会的第二天，苏共中央主席团候补委员波斯别洛夫、外交部长葛罗米柯在苏共中央大楼会见了中国代表团康生、伍修权和刘晓，宣读了苏共中央给中共中央的口头通知。通知指责了中共的对内对外政策，认为中共的对外政策是冒险主义，从狭隘的民族主义立场出发，挑起了中印边境战争；对内执行的是主观唯心论，违背客观经济规律，搞大炼钢铁、人民公社等；指责中国代表团在华沙条约国首脑会议上的发言违背共同制定的路线等等。康生、伍修权当场反驳苏共的指责，指出昨天赫鲁晓夫不指名地批判毛泽东，而今天又以口头通知的形式直接指名道姓地反对毛泽东和党中央，是破坏苏中关系的严重步骤。康生讲：“你们反对毛泽东同志是没有好下场的。”1960年2月22日，毛泽东在中南海颐年堂主持政治局常委会议，讨论赫鲁晓夫在华沙条约缔约国政治协商会议期间，对中共的批判；常委会议认为：赫鲁晓夫在这次会上的表现，以及他后来采取的行动，是一个很重要的标志，说明他为了追求同西方达成妥协，就以反对中国来讨好西方。政治局常委会议决定，在纪念列宁诞辰九十周年期间，发表纪念列宁的文章，从正面阐明列宁的观点，批判苏共领导对列宁观点的“歪曲和篡改”。这就是1960年4月陆续发表的《列宁主义万岁》等三篇文章。
1962年，康生指責小說《劉志丹》是作為高崗翻案，指責劉志丹小說是“利用小说搞反党活动”，炮製了現代文字獄反黨小說《劉志丹》案，以致小说作者李建彤、時任国务院副总理习仲勋被關押審查，令牽連在內的共有60,000多人，被迫害至死的有6,000多人，被認為是文化大革命的先聲。中共八届十中全会上，被增补为中央书记处书记。

### 文革時期

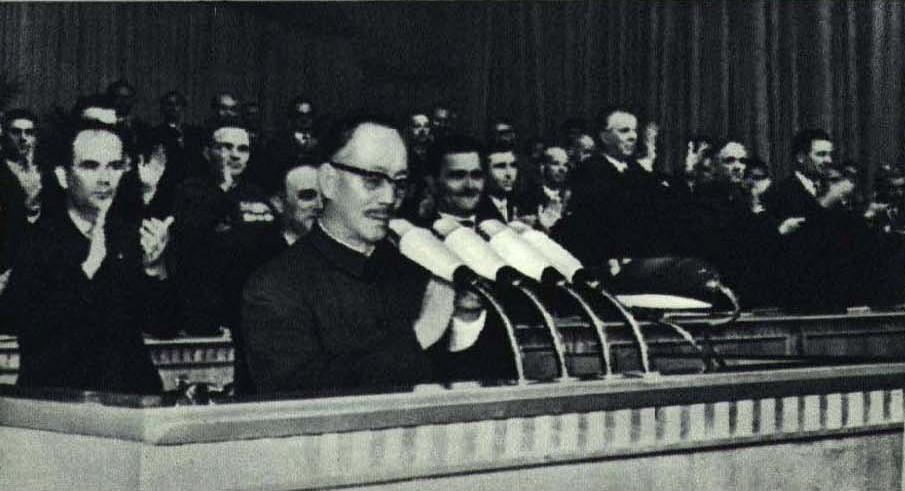
1966年康生出席阿尔巴尼亚劳动党党代会

1966年5月16日，文化大革命爆發。5月28日，中央文革小組成立，康生出任小組顾问，他對文革小組的決策給予了很大的支持。在同年8月舉行的中共八届十一中全会上，康生跻身中共中央政治局常委，进入最高领导层。当时康生在党内排行第七，在毛泽东、林彪、周恩来、陶铸、陈伯达和邓小平之后。11月，康生率代表团出席阿尔巴尼亚劳动党第五次代表大会并代表毛泽东发表讲话。
1967年初，先把賀龍打倒為國民黨、軍閥。後期並製造了六十一人叛徒集團案，導致大批老幹部被關進監獄，後以此指責刘少奇。同年4月6日，康生的妻妹苏枚（原名曹文敏，曾任中央政法干部学校政治部副主任）面临造反派“揪叛徒”的压力，在家中吞服安眠药自杀，送往北京医院后经抢救无效死亡。康生夫妇认定苏枚是“坚定的无产阶级革命派”，不可能自杀，她腹中的药片一定是在死后被放进去的。康生利用手中职权，将此案定为“反革命谋杀”案，以莫须有的罪名拘捕政法干校副校长石磊等7人，还有50多人被隔离审查和受到批斗，其中逼死一人，逼疯四人。同时被捕的还有北京医院的顾惜春、王新德等6名医护人员，其中赶赴政法干校对苏枚实施抢救的值班医生顾惜春被关押6年之久。
中央社会部干部科科员沙韬曾在多年前担任康生的秘书，对康生的照顾可谓无微不至，但一直被多疑的康生认为是别人派来的眼线。沙韬有一次误拆了曹轶欧的信件，康生夫妇一口咬定他是故意偷拆。1950年，苏枚在青岛疗养地跳楼自杀未遂，康生认定她是被身边工作人员推下楼。同年9月，沙韬入中国人民大学学习，因曹轶欧向中组部汇报说他有政治问题，被迫中断学业，边工作边接受审查。1955年底，康生强调沙韬不能留在北京、不能进中央机关及要害部门，沙韬又被调往甘肃，改名为张韬，任甘肃省委组织部部长。“文革”开始后，康生趁机给沙韬罗列“特务”、“罗瑞卿的走狗”等罪名。1967年8月，康生新账旧账一起算，指示手下人将沙韬打得遍体鳞伤，随后关押8年之久。
1968年获得了中共首要情报机关中共中央调查部的领导权，制造了大量的冤案，成为在党内斗争中令人畏惧的刽子手。1968年，毫无根据地指稱雲南省委書記趙健民為特務，製造了“赵健民特务案”，關押了趙達8年之久，导致138万7千余人受到牵连，由此牽連被殺的幹部達17,000余人。3月，製造“内人党事件”，勒令内蒙古人民革命党党员在三天內到各革命委员会登记，不登記者按敌我矛盾处理。由此迫供受迫害者达八万七千一百八十余人，導致一万七千人死亡，受牵连者三十四万六千人。4月，聯同公安部部長謝富治，製造了「羅瑞卿為首的地下黑公安部案」，將近225名幹部、工人誣指為叛徒、反革命，連公安部副部長亦不能倖免，數名副部長僅有一人倖免，大量幹部被拘捕甚至迫害至死。7月，康生給予江青一份親筆信，信中寫道“送上你要的名单。”名单內，第八届中央委员、候补委员有88名被打成是“特务”、“叛徒”、“反党分子”。幾乎絕大多數人受到康生、江青等人逼害，占中共第八屆中央委员會、候补中央委员共一百九十三名中的70%。9月16日，劉少奇被康生等人定罪為“大叛徒、大内奸、大工贼、大卖国贼、大汉奸”。並曾對江青說“我觉得他这样幹，这样久的做潜伏的内奸活动，似乎很早就受到帝国主义的特务训练的。”10月，中共八屆十二中全會召開前，康生下令對全體中共中央委員、中央監察委員會委員、全國人大常委會委員、全國政協委員的所有名单逐一进行审查，並把大量委員打成为叛徒、特务。
1969年4月，中共九届一中全会上，康生连任中共中央政治局常委，且由于陶铸和邓小平被打倒，康生的党内排名由第七上升为第五，仅次于毛泽东、林彪、周恩来和陈伯达。11月，派人到上海市公安局，下令公安局軍管代表秘密枪决被長年關押的盧福坦，被人懷疑是因盧在1968年初交代了康生1930年代被捕叛變的經過。
1970年起，毛澤東對当时唯一的中共中央副主席林彪起疑心，康生敏銳地感到政治氣候不利，再次以養病為由，常閉門不出。
1973年，在中共十大上，康生當選為中共中央副主席，且在政治局常委的排名上升为第四，在毛澤東、周恩來、王洪文之後。
1974年起，康生患上癌症，長期在醫院休養。據說在休養期間，患上“恐懼症”，其房需全日有人守候，並以醫生囑咐為由，多次拒絕其他領導人來探望，但卻經常與中央文革小組的人會面，以及不停播放電影。而原中华人民共和国国家安全部部長凌雲曾指出，康生死前曾經常強調自己在1930年代沒有叛變，被認為是欲蓋彌彰。12月，在周恩来亲赴长沙向毛泽东汇报四届人大工作之前，病重的康生让人用担架把他抬到周恩来处，揭发江青、张春桥的叛变问题。
1975年1月，第四屆全國人大第一次会议上當選為全國人大常委會副委員長。4月，康生又找王海容和唐闻生给毛泽东带话揭发江青、张春桥歷史上有問題，并说王观澜、吴仲超两人可以证明他们是叛徒。10月，康生在政治上已難以為繼，但仍抱病最後一次面見毛澤東，指毛讓鄧小平復出後，鄧會在毛澤東死後全面否定文革，要求毛澤東再次打倒鄧小平，希图動搖毛澤東讓鄧小平出来工作的想法。
1975年12月16日，康生因前列腺癌在北京逝世，死前为中共党内排名第四的领导人（仅次于毛泽东、周恩来和王洪文）。

## 死後
中共中央發布的訃告稱他為“中国共产党的优秀党员，是中国人民的伟大的革命战士和马克思主义理论家，是党和国家卓越的领导人之一、中国人民的伟大的无产阶级革命家，光荣的反修战士。”
1980年10月16日，中共中央根據中央紀律檢查委員會的《中共中央转发中央纪律检查委员会关于康生、谢富治问题的两个审查报告的批语》（“康生、谢富治两人，政治品质表现恶劣，在‘文化大革命’期间，直接参与林彪、江青等人篡党夺权的反革命阴谋活动，犯下严重罪行。”），把他开除党籍，並撤銷悼詞。後中央組織部決定，將其骨灰遷出八寶山革命公墓。被最高人民法院特别法庭认定為“林彪、江青反革命集团案主犯”。位于山东省青岛市的康生出生地——康生故居在1977年12月23日被列入山东省文物保护单位，1980年10月21日撤销。11月2日，最高人民检察院将康生列为林彪、江青集团，因已死不再追究刑事责任。
现在，主流舆论把康生比作中国的捷尔任斯基、贝利亚。但由于康生在共产党内一直担任颇具神秘色彩的保卫部门、情报部门和其他秘密机关的领导工作，出于保密或其他原因，对康生的研究一直比较薄弱，近年也未有新成果出世。

## 文集
- 网络版《康生文革讲话》收1966.5-1970.4的康生文稿173篇。
- 文革风云丛书11-14《资深狱吏——康生与文革》（1-4册），收1966.5-1970.4的康生文稿180篇，存目3篇，2016年台湾西西弗斯文化出版公司。

## 家庭
- 首任妻子：陳宜，1915年，在康生17歲時，在父親安排下，康生與諸城地主陳玉楨之女陳宜結婚，並誕下女兒張玉瑛及兒子張子石。
  - 兒子：张子石，曾任中共杭州市委书记，“文化大革命”結束後被隔離審查，后被開除黨籍，已去世[28]。
- 二任妻子：曹轶欧，曾任康生辦公室主任，第四、五届全国人大常委会委员，中共九、十、十一届中央委员，“文化大革命”結束後被撤職，但未被开除党籍，1989年去世。

## 个人爱好
康生本人尤其擅长书法、绘画和戏曲，与学界、艺术界人士如冯友兰、俞平伯、陈垣、容庚也有往来。他与郭沫若就互称“郭老”、“康老”。起画名“鲁赤水”，以与齐白石对立。宋云彬在日记中提及：“陈叔通客厅中悬有康生篆书联一副，画一幅，皆精极，余初不知康生书画造诣如是之深也。”
康生有收藏文物的嗜好，喜歡收集砚台和善本书。“文化大革命”抄家盛行期间，康生收获甚丰，掠奪的圖書達34000多冊、文物5500多件，從而變相地保護了一些文物，並且加蓋了私章。文革结束后，康生收藏的文物曾在景山公开展览。而王力回忆录则并不认可“康生窃取文物”。
曾任康生秘书的匡亚明回忆说，康生曾送他“故人不相见，相见依如故。威武不能屈，挥之不能去。”的诗。
康生精版本、校勘之学，通《聊斋志异》。曾以“叶余”的名义在《文学遗产》第204期发表过论文《略谈〈聊斋志异〉的几种本子》，以笔名“杜荇”在1963年第四期《文史哲》期刊上发表了《新发现的二十四卷抄本〈聊斋志异〉初校后记》一文。据钱伯城言，他对《聊斋》的考证成为了后来三会本《聊斋》的整理基础。